# Брунталь (округ)
Брунталь (чеськ. Okres Bruntál) — адміністративно-територіальна одиниця в Мораво-Сілезькому краї Чеської Республіки. Адміністративний центр — місто Брунталь. Площа округу — 1 536,06 км², населення становить 93 718 осіб.
До округу входить 67 муніципалітетів, з котрих 9 — міста.